# F1 Grand Prix
F1 Grand Prix est un jeu vidéo de course de Formule 1 sorti en 2005 sur PlayStation Portable. Le jeu a été développé par Traveller's Tales et édité par SCEE. Il est issu de la série Formula One.